# Robert Henry Sale

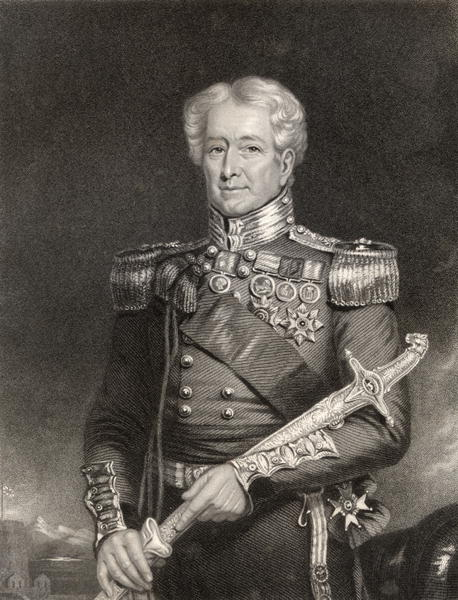
Robert Henry Sale

Sir Robert Henry Sale, GCB (* 19. September 1782; † 21. Dezember 1845 bei Mudki, Indien) auch Fighting Bob genannt, war ein britischer Major General und kämpfte in verschiedenen britischen Kolonialkriegen, zum Beispiel im Ersten Anglo-Afghanischen Krieg und im Ersten Sikh-Krieg. 

## Leben
Robert Henry Sale trat 1795 der British Army bei. Ab 1798 kämpfte Sale in verschiedenen Feldzügen in Britisch-Indien. Im Ersten Anglo-Birmanischen Krieg (1824–1826) führte er das 13th Regiment of Foot. Bei der Einnahme Ranguns besiegte er persönlich den gegnerischen Befehlshaber.
Bei Beginn des Ersten Anglo-Afghanischen Krieges übernahm Sale das Kommando über die 1st Bengal Brigade der Army of the Indus unter John Keane. Sale führte in der Schlacht von Ghazni persönlich die Truppen, die die Festung Ghazni stürmten. Nachdem die Army of the Indus 1839 Kabul eingenommen hatte, kehrte der Großteil der Truppen nach Indien zurück. Sale blieb in Afghanistan und  erhielt den lokalen Rang eines Generalmajors, den Rang eines Knight Commander of the Order of the Bath (KCB) und den neuen Orden des Durrani-Reiches.
Nachdem im Oktober 1841 Soldaten der 35th Native Infantry am Khoord Kabul Pass angegriffen wurden, wurde eine Brigade unter Sale, hauptsächlich bestehend aus seinem 13th Regiment of Foot, nach Dschalalabad verlegt, um den Verbindungsweg nach Indien zu sichern. Nach dem verlustreichen Rückzug der Garnison Kabul, unter General Elphinstone, wurde Dschalalabad von den Truppen Mohammed Akbars belagert. Am Rückzug aus Kabul nahmen auch seine Frau Florentia Sale und ihre gemeinsame Tochter teil. Beide wurden den Afghanen als Geiseln übergeben.
Sale hielt während der Belagerung von Dschalalabad vom 12. November 1841 bis zum 8. April 1842 mit 1.500 Mann gegen 5.000 Afghanen stand. Nachdem er die falsche Nachricht von der Vernichtung der Entsatzarmee von George Pollock erhalten hatte, unternahm Sale am 7. April einen Ausfall und vertrieb die Belagerer. Eine Woche später erreichte Pollock Dschalalabad. Sale wurde daraufhin zum Knight Grand Cross of the Order of the Bath (GCB) erhoben und in allen größeren Garnisonen Indiens wurde Salut geschossen.
Die Truppen von Sale und Pollock marschierten nach Kabul und nahmen die Stadt erneut ein. Am 20. September 1842 befreite Sale persönlich seine Frau und seine Tochter.
1845 führte Sale eine Brigade unter Generalleutnant Hugh Gough im Ersten Sikh-Krieg. In der Schlacht von Mudki wurde er dabei am 18. Dezember 1845 tödlich verwundet und starb wenige Tage später.
Zu Ehren Sales wurde die 1851 gegründete Ortschaft Sale in der britischen Kolonie Victoria (Australien) nach ihm benannt. Von 1843 bis 1846 war er Colonel of the Regiment der The 13th (1st Somersetshire) Prince Albert’s Light Infantry.